# Sabine Fischmann
Sabine Fischmann (* 1974 in München) ist eine deutsche Sängerin und Schauspielerin.

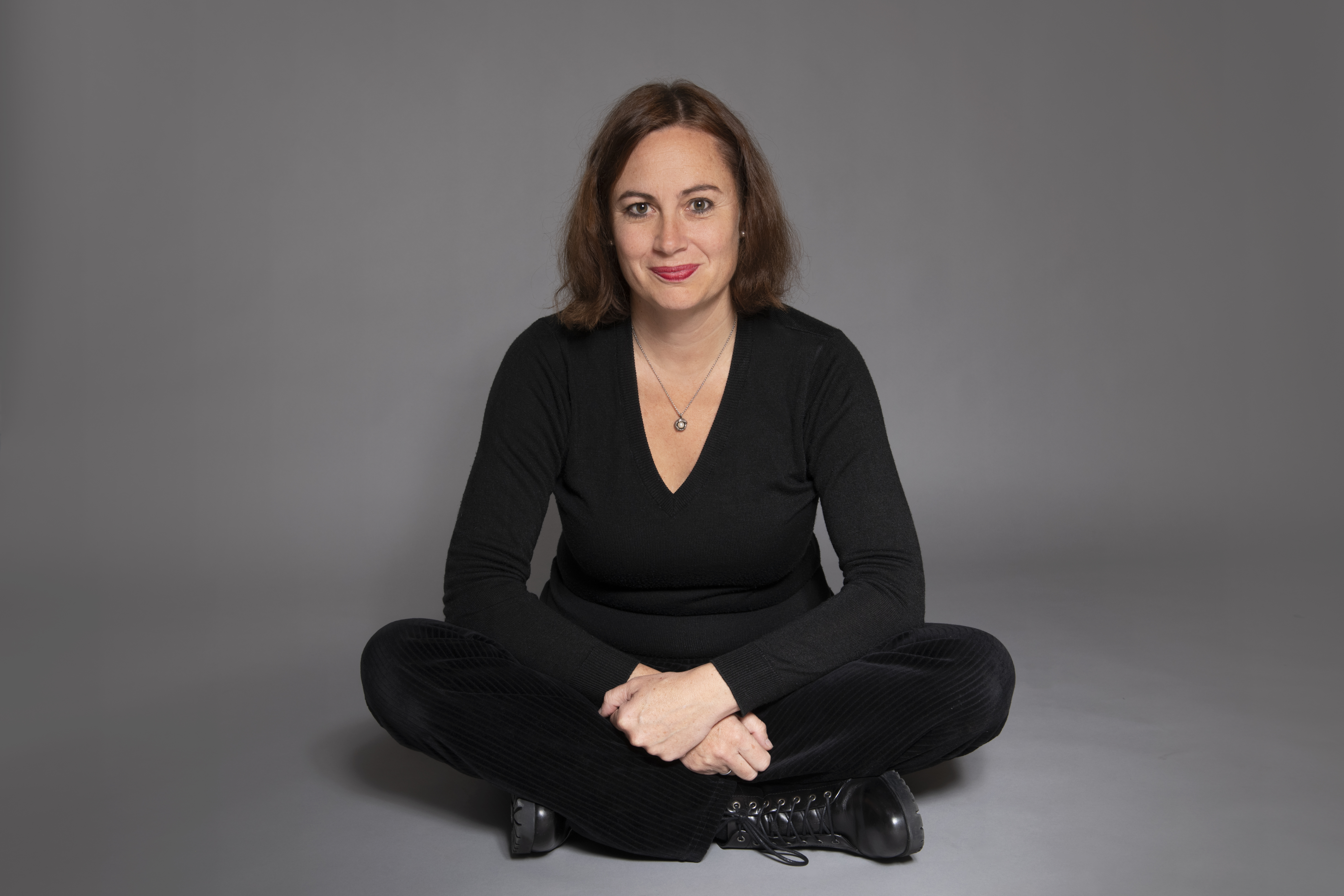
Sabine Fischmann

## Leben
Bereits mit fünf Jahren erhielt sie ihren ersten Klavier- und Ballettunterricht. Während ihrer Schulzeit war Sabine Fischmann mehrfach erste Preisträgerin bei Jugend musiziert. 1994 erwarb sie in Erlangen das Abitur, anschließend studierte sie Klavier und Kammermusik bei Joachim Volkmann und Rainer Hoffmann. Es schloss sich ein extra für sie geschaffenes Aufbaustudium, bestehend aus Gesang und szenischer Darstellung, u. a. bei Maria Mucke und Berthold Possemeyer an. Im Juli 2002 beendete sie ihr Studium mit einem ersten eigenen Chanson-Programm: Chanson d’amour – ein Abend über die Liebe und andere Grausamkeiten.
Ihre erste Anstellung erhielt Sabine Fischmann als Korrepetitorin und musikalische Leiterin am Schauspiel Frankfurt (1994–1997). Daneben war sie Pianistin bei Anton Le Goff und Ulrike Neradt. Wiederholt wirkte sie bei SWR- und HR-Fernsehproduktionen mit. Auch für verschiedene Festivals für klassische und zeitgenössische Musik, u. a. die Salzburger Festspiele und das Rheingau Musik Festival, wurde sie engagiert.
Seit 2011 ist Fischmann Dozentin für Sprecherziehung und szenische Darstellung an der Hochschule für Musik und Darstellende Kunst in Frankfurt am Main.

## Produktionen als Sängerin und Darstellerin
Sie gehörte zusammen mit u. a. mit Anne Bärenz und Frank Wolff dem Neuen Frankfurter Schulorchester an. In der Inszenierung von Cabaret durch Willy Praml spielte sie die Sally Bowles. Zusammen mit Jo van Nelsen und Cornelia Niemann trat sie in den beiden Bad Vilbeler Burgfestspielproduktionen Wir richten scharf und herzlich und Bitte erschieß deinen Gatten auf. Im Sommer 2003 übernahm Sabine Fischmann die Titelrolle des Stückes Heute Abend: Lola Blau von Georg Kreisler unter der Regie von Jo van Nelsen bei den Burgfestspielen in Bad Vilbel.
Ihre erste CD Liebenslänglich erschien 2004. Diese CD-Produktion bildete die Grundlage für ihr gleichnamiges Soloprogramm, das vom WDR, SWR und HR ausgestrahlt und 2006 für den Prix Pantheon nominiert wurde. Weitere CD-Projekte waren u. a. Miss Marple und Frag alles, was du willst.
Zusammen mit Michael Quast gestaltete sie die Produktion Don Giovanni à trois (2006), die zu den Salzburger Festspielen, nach Athen, Thessaloniki und in das Piccolo Teatro di Milano eingeladen sowie vom ZDF/3sat aufgezeichnet und mehrfach auf dem ZDFtheaterkanal ausgestrahlt wurde. Nachfolgeprogramme in gleicher Besetzung (mit wechselnder pianistischer Begleitung) waren Die Fledermaus à trois, Carmen à trois (Premiere: Mai 2014 in der Oper Frankfurt) und Im weißen Rössl à trois (Premiere 2017 in der Staatsoperette Dresden). Mit Michael Quast und dem Ensemble Modern gestaltete sie 2020 eine Bühnenfassung des Struwwelpeter, die auch von SWR2 als Hörspiel produziert wurde.
Die Projekte Marilyn. Eine öffentliche Nervenprobe, Clara und Robert Schumann – Paartherapie und Florence Foster Jenkins – Die coole Sängerin gestaltete sie jeweils unter der Regie von Birgitta Linde mit dieser und Thorsten Larbig, sowie Pappsatt – ein 20-Gänge-Menü für 2 Stimmen, Gitarre, Klavier und Beilagen mit Ali Neander.
Zusammen mit dem Holzhausen-Quartett spielte sie Shakespeares Werke Ein Sommernachtstraum, Was ihr wollt und Viel Lärm um nichts sowie Goethes Faust als Kammermusical-Fassungen mit eigenen Texten.

## Projekte als Autorin und Regiearbeiten
Ihr soziokulturelles Projekt „Fremd sind wir eingezogen“ – Schuberts Winterreise mit Texten von Flüchtlingen und Heimatvertriebenen hatte 2015 in der Landesakademie Ochsenhausen Premiere.
2015 schrieb sie die Kindermusicals Viva Musik und Happy Horses und führte Regie bei dem Crossover-Projekt Frauen-Liebe-Leben, sowie bei den Kinderopern Pinnochio und Till Eulenspiegel (Kleine Oper Bad Homburg). 2017 führte sie Regie bei der Stadtteiloper Sehnsucht nach Isfahan, und 2018 realisierte sie Bad Vilbel – Das Musical mit Bürgerinnen und Bürgern der gesamten Stadt Bad Vilbel.

## Soziales Engagement
Zusammen mit Birgid Groscurth gründete Sabine Fischmann 2005 die Benefizreihe Musik hilft – Künstler begegnen sich für einen guten Zweck.

## Auszeichnungen
Für 2022 wurde Fischmann die Goetheplakette der Stadt Frankfurt am Main zugesprochen.